# Quân đội ta (Nhạc Liên Xô)
"Quân đội của tôi" (tiếng Nga: Армия моя) là một bài hát hành quân của Liên Xô viết bằng tiếng Nga, do Đoàn nhạc Alexandrov biểu diễn. Lời bài hát được viết bởi nhạc sĩ và nhà soạn nhạc Liên Xô Rafael Moritsovich Plaksin (tiếng Nga: Рафаэль Морицович Плаксин). Âm nhạc được sáng tác bởi nhà soạn nhạc nổi tiếng người Liên Xô Aleksandr Aleksandrovich Abramov (tiếng Nga: Александр Александрович Абрамов), vào năm 1970.
Phiên bản tiếng Ba Tư của bài hát này cũng được Quân đội Giải phóng Quốc gia, cánh vũ trang của Mujahedin Nhân dân Iran áp dụng.

## Lời
| Chữ Kiril/Tiếng Nga | Chuyển thể kí tự Latin | Lời dịch tiếng Việt |
| --- | --- | --- |
| 1. Если на Отчизну нагрянет беда, Позовёт солдата труба. Армия моя, ты на страже всегда! Ты - моя любовь и судьба! Припев: Обыкновенная, судьба нелёгкая военная. Любовь суровая, но верная. Готовы мы на ратный труд. Мы все испытаны ни раз, ни два боями-маршами. Мы от солдата и до маршала - одна семья! 2. Наш Октябрь с нами в походном строю! С нами песни красных бойцов, Первый день войны, и победный салют, И судьба погибших отцов... Припев 3. Мчатся наши годы, Но жизнь молода! И поёт как прежде труба. Армия моя, ты на страже всегда! Ты - моя любовь и судьба! Припев | 1. Yesli na Otchiznu nagryanet beda, Pozovyot soldata truba, Armiya moya, ty na strazhe vsegda! Ty - moya lyubov' i sud'ba Pripev: Obyknovennaya, sud'ba nelyogkaya voyennaya. Lyubov' surovaya, no vernaya. Gotovy my na ratnyj trud. My vse ispytany ni raz, ni dva boyami-marshami. My ot soldata i do marshala - odna sem'ya! 2. Nash Oktyabr' s nami v pohodnom stroyu! S nami pesni krasnikh boitsov. Pervyj den' voiny, i pobednyj salyut, I sud'ba pogibshikh otsov... Pripev 3. Mchatsya nashi gody, No zhizn' moloda! I poyot kak prezhde truba. Armiya moya, ty na strazhe vsegda! Ty - moya lyubov' i sud'ba! Pripev | 1. Nếu rắc rối bất ngờ nổ ra ở quê hương, Một người lính sẽ thổi kèn Quân đội của tôi - bạn mãi mãi bảo vệ biên giới! Bạn, trái tim tôi và số phận trên hết! Ngưng: Gánh nặng của số phận đối với những người trong quân đội Tình yêu thật khắc nghiệt nhưng đúng như sự thật có thể Tất cả chúng tôi đã sẵn sàng cho nghĩa vụ quân sự Tất cả chúng ta! Tất cả chúng ta đều đã thấy sự chia sẻ của mình, Phần của chúng tôi về các cuộc hành quân chiến đấu và tuyên bố! Chúng ta, từ người lính đến nguyên soái, đều là một gia đình 2. Tháng Mười của chúng ta cùng với chúng ta trong đội hình hành quân! Với những bài hát của chúng tôi về những người lính đỏ Ngày đầu tiên của cuộc chiến và pháo hoa chiến thắng Và số phận của những người cha đã khuất của chúng ta... Ngưng 3. Cuộc đời vẫn trẻ trung khi chúng ta lướt qua năm tháng Tiếng kèn không bao giờ ngừng kêu gọi Quân đội của tôi - bạn luôn cảnh giác! Bạn, trái tim tôi và số phận trên hết! Ngưng |